# Mielichhoferia aristata
Mielichhoferia aristata là một loài rêu trong họ Bryaceae. Loài này được Herzog mô tả khoa học đầu tiên năm 1938.